# Blanc
Pour les articles homonymes, voir Blanc (homonymie).

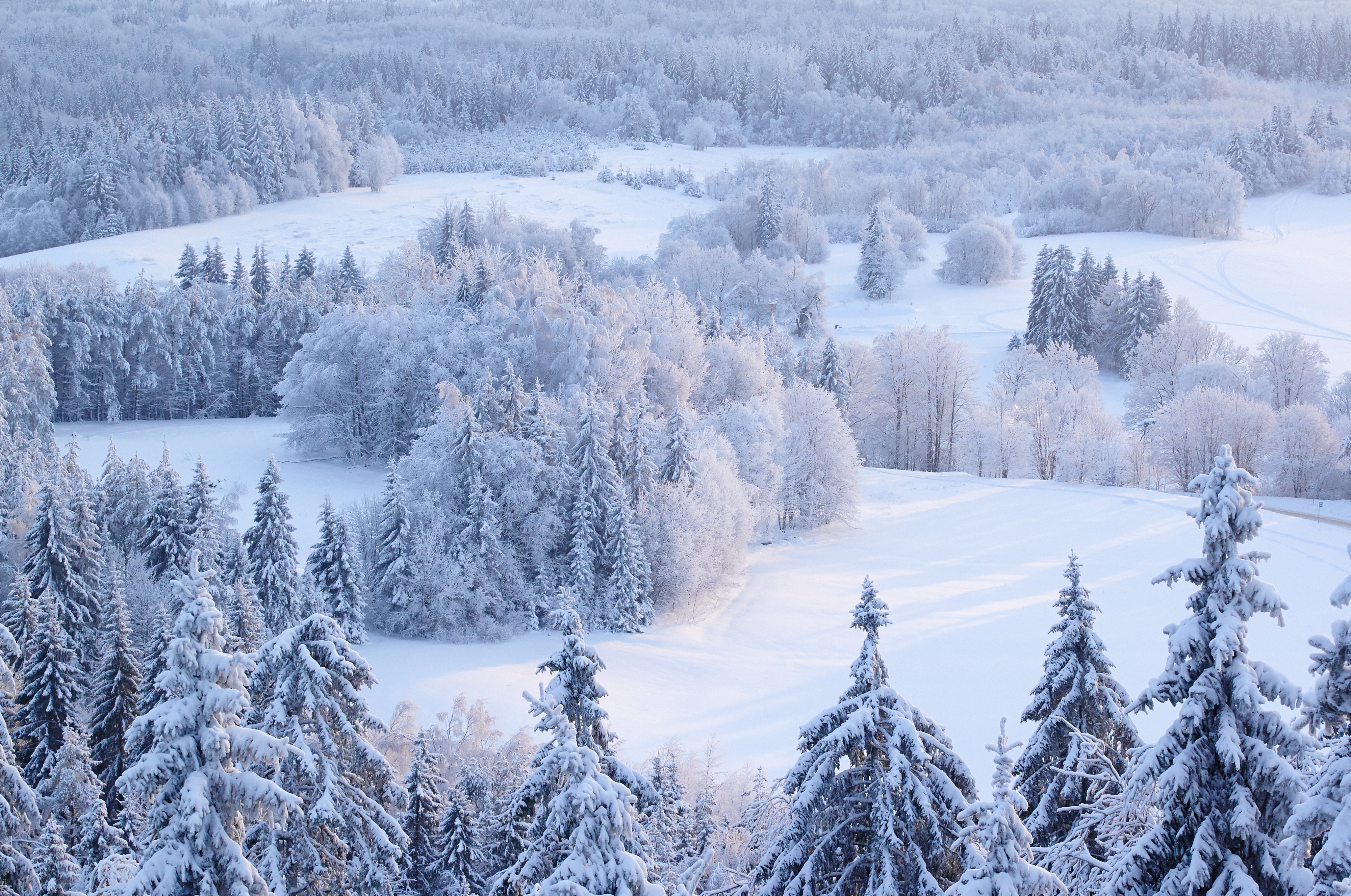
Forêt recouverte et blanchie par la neige.

Le blanc est un champ chromatique caractérisé par une impression de forte luminosité, sans aucune teinte dominante.
Pour certains, le blanc n'est pas une couleur, soit qu'ils suivent la pratique des teinturiers et des peintres, pour lesquels la couleur se pose sur un support blanc, donc sans couleur, soit qu'ils estiment que « c'est la teinte obtenue en mélangeant la lumière de toutes les couleurs » comme l'ont montré les expériences d'Isaac Newton. Pour d'autres, et suivant les théories de Goethe, de Hering et de nombreux autres, le blanc opposé au noir est une des trois paires de couleurs pures qui orientent la perception visuelle.
Le blanc s'associe dans la culture occidentale à de nombreux concepts positifs du domaine du sacré. Symboliquement, il s'oppose autant à la souillure, quelle qu'en soit la nature, matérielle ou morale, qu'au noir et aux autres couleurs.

## Définition
Le blanc est une notion intuitive, dont la définition rigoureuse suscite des difficultés insurmontables.

### Colorimétrie
Dans une scène, la vision humaine situe les couleurs les unes par rapport aux autres, et s'adapte à l'éclairage. Cela rend difficile de définir ce qu'est une lumière blanche. Nous percevons comme gris un objet qui renvoie à peu près également toutes les composantes monochromatiques de la lumière, et comme blanc le plus lumineux des gris possibles — on peut voir une scène sans y trouver aucun blanc. En colorimétrie, pour simplifier, on définit, pour une série de mesures, un illuminant conventionnel qui correspond à une situation commune : lumière du jour, lampe à incandescence, tube fluorescent. Des tables indiquent la répartition de son énergie lumineuse dans le spectre visible.
Dans un diagramme de chromaticité, le point blanc est la position de l'illuminant.

### Éclairage
En éclairage et en photographie, on utilise des lumières réelles, dont la répartition spectrale n'est pas en général exactement celles des illuminants conventionnels de la colorimétrie. La lumière du jour est orangée au soleil couchant ; le rayonnement d'un arc électrique est bleuâtre, celui des lampes à incandescence est aussi très variable et encore plus celui des éclairages fluorescents ou électroluminescents.
La température de couleur résume les caractéristiques de ces luminaires. Si l'on observe, dans un même champ visuel, des surfaces blanches qu'éclairent des sources lumineuses variées, les sources de température de couleur plus faible leur donnent une teinte orangées, tandis que celles d'une température de couleur supérieure donnent au blanc une nuance bleuâtre.
Le commerce classe les lampes destinées à la consommation courante selon les termes en usage dans les arts et la décoration, de couleurs chaudes et froides. Un blanc chaud, correspond à une température de couleur plutôt basse, comme celle des lampes à incandescentes ; un blanc froid, correspond à une lumière du jour éclairant sans chauffer, à température de couleur élevée.

### Champ chromatique
On classe comme blanches un nombre relativement petit de couleurs distinctes ; on dit couramment d'une surface qu'elle est plus blanche qu'une autre. Les artistes et décorateurs connaissent plusieurs nuances de blanc. Le blanc cassé évite l'aspect éblouissant d'un blanc fortement éclairé. Une prothèse dentaire se fabrique dans le blanc qui correspond le mieux à la dentition naturelle du patient.
En demandant à des personnes de désigner une surface comme blanche, on donne au champ chromatique des blancs des limites approximatives ; une tâche assez complexe, puisque la présence d'une légère coloration affecte différemment la blancheur selon sa couleur. Il est avéré qu'une teinte tendant légèrement vers le bleu se perçoit comme plus blanche qu'une autre, de caractère parfaitement neutre, même si celle-ci est légèrement plus lumineuse ; aussi les blanchisseurs ajoutent-ils du bleu aux lessives dans un procédé appelé azurage. Une luminosité supérieure à 90 % du maximum sans aucune coloration peut se dire blanche.
Cette difficulté à définir le blanc augmente encore quand on considère l'interaction des couleurs, qui fait que la couleur d'une surface se perçoit par comparaison avec celle qui l'entoure, et l'adaptation chromatique, qui fait que la perception de ce qui est blanc varie selon l'ensemble de la scène vue.
Dans une scène réelle, la source principale n'éclaire pas directement toutes les surfaces. Les ombres reçoivent la lumière de lumières secondaires, dont la couleur est différente. Pourtant, la vision des couleurs perçoit toujours comme « blanc dans l'ombre » un objet, même s'il semble plus ou moins coloré quand on l'examine en éliminant le reste de la scène grâce à un cache gris. Ce phénomène de constance de couleur montre que la perception des couleurs les considère comme une propriété des objets plutôt que comme un rayonnement.

### Le blanc et le coloré
Considérant les expériences de Newton sur la décomposition de la lumière, certains n'ont voulu connaître de couleurs que celles de l'arc-en-ciel, dites couleurs pures, plus les pourpres. Les autres sont des couleurs dégradées. L'invention, puis la diffusion de la photographie, initialement capable de proposer uniquement une représentation en grisaille ou en camaïeu, appelée, improprement puisqu'elle comporte principalement des gris, « en noir et blanc », a influencé cette opinion.
Cette théorie qui fait de la couleur une grandeur indépendante de la luminosité contredit, malgré une apparente rigueur, les perceptions exprimées dans le langage courant. On ne considère pas que la couleur de l'orange soit celle du marron, bien qu'elle ne diffèrent que par la luminosité.
Ces conceptions se basent sur l'étude des rayons lumineux. La vision des couleurs en fait une propriété des objets, de sorte qu'un objet blanc se perçoit comme blanc, que la lumière qu'il diffuse soit bleuâtre, verdâtre ou rougeâtre. On peut donner une définition physique d'un objet blanc : il diffuserait dans toutes les directions le mélange des lumières qu'il reçoit de toutes les directions. Les corps qui approchent suffisamment de cet idéal sont blancs. Les théories fondées sur la pratique, qui traitaient toutes, jusqu'à l'invention de la télévision en couleurs, d'objets colorés, acceptent toutes le blanc, les gris et le noir parmi les couleurs. Chevreul compte le blanc parmi ses couleurs primitives. Goethe, se basant sur l'échange avec des artistes et l'introspection, rejette absolument la théorie des couleurs pures dans sa Théorie de la couleur, qui reste influente jusqu'à nos jours. Hering établit sa psychophysique de la vision sur la triple opposition entre le blanc et le noir, le rouge et le vert, le bleu et le jaune. Les études physiologiques plus récentes ont montré que la base de ces oppositions se trouve dans les cellules de l'œil lui-même.
Léonard de Vinci, partant d'une autre intuition, issue de sa pratique de peintre, considérait que « le blanc n'est pas une couleur par lui-même ; il est le contenant de toutes les couleurs ». C'est qu'en effet, les colorants transparents, purs, donnent en couche épaisse une couleur si profonde qu'elle se confond avec le noir, d'autant plus que les surfaces alentour sont claires. L'effet coloré, que la colorimétrie appelle « chromatisme », c'est-à-dire la différence d'aspect par rapport à une surface grise de même luminosité, atteint son maximum quand on mélange le colorant avec une certaine quantité de pigment blanc.
Des auteurs ont jugé utile d'enseigner que le blanc, comme le noir, n'est pas une couleur. Cette classification se base sur la notion de couleur pure et sur l'opposition, dans le langage, entre gris et coloré. Il encourage à dépasser les notions du sens commun et à interroger les perceptions : c'était l'objet de la leçon de choses dans l'enseignement primaire en France depuis la fin du XIXe siècle. Dans la salle de classe française, le blanc est une couleur en histoire ou en instruction civique, puisque c'est une des trois couleurs du drapeau, il ne l'est pas en leçon de choses. Les études plus poussées évitent de constituer des catégories fermées. Elles situent les couleurs avec des grandeurs continues : clarté ou luminosité, saturation ou pureté ou chromaticité, teinte. Selon cette approche, le blanc correspond à une clarté ou luminosité proche du maximum, avec corrélativement une chromaticité très faible.

### Synthèse des couleurs
En synthèse soustractive des couleurs, comme en peinture et en imprimerie, le blanc est souvent la couleur du support. Le rayonnement qui parvient à l'œil depuis les objets éclairés est à l'origine de la vision. Ce rayonnement est la combinaison de la réflectance de ce support et de la composition spectrale de l'éclairage. Le blanc est la plus faible des valeurs, comme on appelle les luminosités échelonnées jusqu'au noir. Ajouter de la peinture blanche à une couleur, c'est la dégrader.
Quand le support n'est pas blanc, comme au tableau noir et dans les procédés de peinture qui utilisent une 
sous-couche colorée, le blanc ne s'obtient qu'avec une matière suffisamment opaque. Si la sous-couche ne réfléchit pas suffisamment de lumière, les pigments transparents sont sans effet, il faut les mélanger à une matière opaque, ou peindre d'abord une couche opaque qu'on modifie ensuite par glacis.
En synthèse additive des couleurs — comme dans cet écran —, le blanc s'obtient par un mélange équilibré des trois couleurs primaires.
Pour obtenir un bon rendu des couleurs, les appareils photographiques électroniques doivent, automatiquement ou par une intervention d'un opérateur, effectuer une balance des blancs, consistant à fixer des coefficients aux couleurs primaires du système de captation pour que la chromaticité d'un blanc dans la scène photographiée coïncide avec celle du point blanc du système de reproduction.

## Matériaux
Conférer une couleur blanche à un matériau implique, soit un blanchiment ou une décoloration, soit de le recouvrir d'une substance blanche opaque qui ne peut être qu'un pigment constitué de particules suffisamment grosses.

### Teinturerie
L'art de la teinturerie comporte une série de techniques de blanchiment préalable, aucune couleur vive ne pouvant s'obtenir par teinture d'un textile de couleur brute, écru, grège ou beige selon la matière. Ces procédés s'emploient aussi pour l'entretien des tissus blancs.
Le blanchiment sur le pré, pratiqué au Moyen Âge, n'ôte que temporairement la teinte gris-beige des tissus. « L'utilisation tinctoriale de certaines plantes (saponaires), de lessives à base de cendres ou bien de terres et de minerais (magnésie, craie, céruse) donne aux différents blancs des reflets grisâtres, verdâtres ou bleutés et leur ôte une partie de leur éclat », si bien que dans les sociétés médiévales, le blanc éclatant est réservé aux étoffes de luxe (notion de classe sociale que l'on retrouve dans les lois somptuaires et l'expression col blanc). Le blanchiment « à base de soufre est connu mais, mal maîtrisé, il abîme la laine et la soie. Il faut en effet plonger l'étoffe pendant une journée dans un bain dilué d'acide sulfureux : s'il y a trop d'eau, le blanchiment est peu efficace ; s'il y a trop d'acide, l'étoffe est attaquée. »
À l'époque classique, on découvre que l'azurage avec un peu de teinture bleue rend le blanc plus clair.
Carl Wilhelm Scheele isole le chlore en 1774, dont Berthollet étudie les propriétés décolorantes, ouvrant la première fabrique d'eau de Javel en 1777, permettant un blanchiment des tissus plus efficace. Les chemises semblent d'autant plus blanches, par contraste, sous un costume masculin généralement noir. Le blanc le plus éclatant reste celui des faux-cols et plastrons en celluloïd. Les azurants fluorescents vont permettre de rehausser la blancheur du linge.

### Pigments

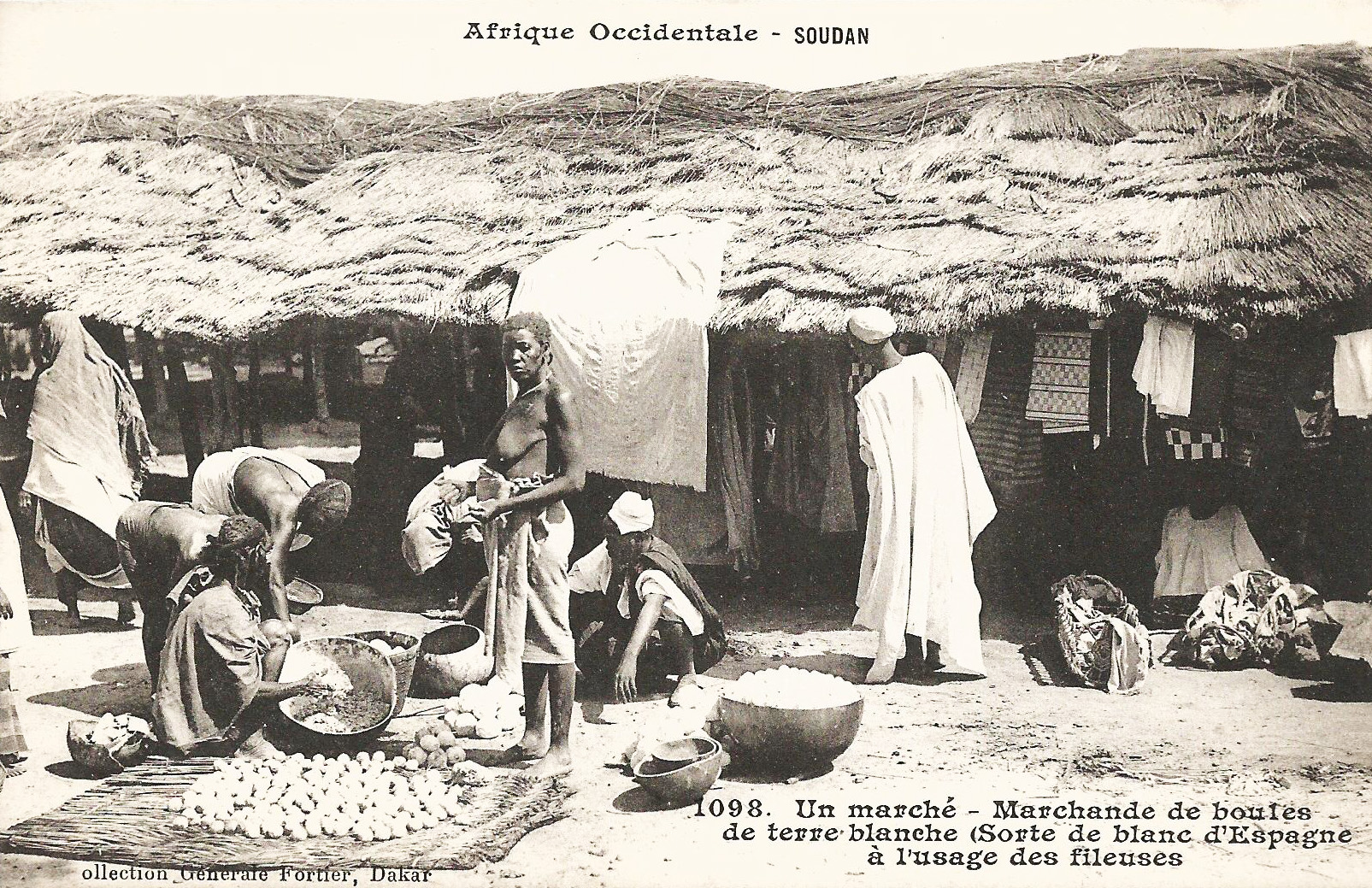
Marchande de boules de terre blanche (sorte de blanc d'Espagne) à l'usage des fileuses (AOF).

Obtenir un blanchissement du fond suffisant pour donner de l'éclat à toutes les couleurs est un problème ancien, commun aux teinturiers et aux artistes. Non seulement le produit doit être aussi blanc que possible, avec un bon pouvoir diffusant, mais il doit le rester au cours du temps, alors que beaucoup de matières ont tendance à noircir ou à jaunir. Le Colour Index a donc une catégorie de pigments blancs, qu'indique la lettre W ((en) white).
De nombreux pigments blancs sont utilisés au cours de l'histoire : craie, kaolin, gypse (donnant le plâtre par cuisson), blanc de plomb naturel ou artificiel.
La céruse (PW1), à base de plomb, a longtemps été le seul pigment vraiment blanc et couvrant, avec l'inconvénient de la toxicité, cause de son interdiction depuis son remplacement par le blanc de zinc (PW4), le lithopone (PW5) et le blanc de titane (PW6).
D'autres qualités visuelles que la couleur différencient les uns des autres les produits blancs pour la décoration. Les blancs brillants s'opposent aux blancs mats, les satinés ont une apparence intermédiaire. Les blancs nacrés sont blancs en lumière diffuse, mais les sources de lumière s'y reflètent avec des irisations.
Dans certaines applications, comme le blanc anti-flash, et d'autres moins belliqueuses, les caractéristiques d'absorption des infra-rouges et des ultraviolets doit aussi être considérée.

### Blancs physiques
La structure de la surface d'un matériau qui diffuse et réfléchit la lumière presque parfaitement donne des blancs les plus éclatants que ceux des pigments. C'est notamment le cas des écailles de la carapace des coléoptères asiatiques de l'espèce Lepidiota stigma et du genre Cyphochilus (en) (réflectances : 90 et 88 %, respectivement).
Une équipe britannique s'est inspirée de ces écailles pour créer, par décomposition spinodale d'un mélange à base d'acétate de cellulose et de chlorure de calcium puis vitrification, un film d'une douzaine de micromètres d'épaisseur de structure analogue à celle des écailles des deux types de coléoptères, obtenant ainsi une réflectance de 94 %,.

### Blancs techniques
Le blanc réfléchit bien tous les rayonnements. En conséquence ils n'absorbent et ne transforment en chaleur qu'une faible partie de l'énergie rayonnante qu'ils reçoivent. C'est pour cette raison que les réservoirs et contenants dont le contenu craint la chaleur, comme les réfrigérateurs domestiques, sont très souvent recouverts de blanc.
Dans les pays chauds, les voitures blanches sont particulièrement appréciées, car la couleur blanche met plus facilement en valeur la ligne du véhicule et, en renvoyant une partie des rayons solaires, permet un meilleur confort à l'intérieur. Depuis quelques années, au Moyen-Orient et au Japon, le blanc est très apprécié et le taux de voitures blanches augmente, d'autant plus que de nombreuses nuances sont disponibles (pur, neige, ivoire, nacré...)[réf. souhaitée].

## Blanc au sens large
Étymologiquement le mot blanc vient du germanique blank, ce qui signifiait « brillant, clair, sans tache », deuxième sens, « nu ». C’est à partir de cette racine que  sont nés les mots dans les langues latines : « blanco » (espagnol), « branco » (portugais), « bianco » (italien). Dans les langues germaniques  les mots « weiss » (allemand) ou « white » (anglais) sont à rapprocher du vieux haut-allemand « wiz » dont la racine indogermanique est « kuei » signifiant « brillant, clair » ; on retrouve cette racine dans « Weizen » en allemand ou « Wheat » en anglais, pour dire « céréale » en référence à la blancheur de la farine (sources étymologiques données par Duden[réf. incomplète]).
Dans la langue moderne, le blanc peut aussi désigner des objets qui ne sont pas de couleur blanche, par opposition à des objets similaires, mais qui présentent une autre coloration. Ainsi, dans les jeux de dames, d'échecs ou de go, oppose-t-on les pièces blanches aux pièces noires, bien qu'elles puissent être beiges et brunes. Divers auteurs, de Michel-Eugène Chevreul à Claude Levi-Strauss, ont vu dans ces oppositions l'expression d'une loi générale de la pensée.
Les anthropologues Berlin et Kay, observant les termes de couleur fondamentaux d'une centaine de langues, c'est-à-dire ceux qui ne sont pas des comparaisons avec des objets, ont conclu que, lorsqu'une langue n'a que deux termes de couleur, ceux-ci se traduisent par blanc et noir et désignent les champs chromatiques du clair opposé à celui du foncé.

### Classification ethnique

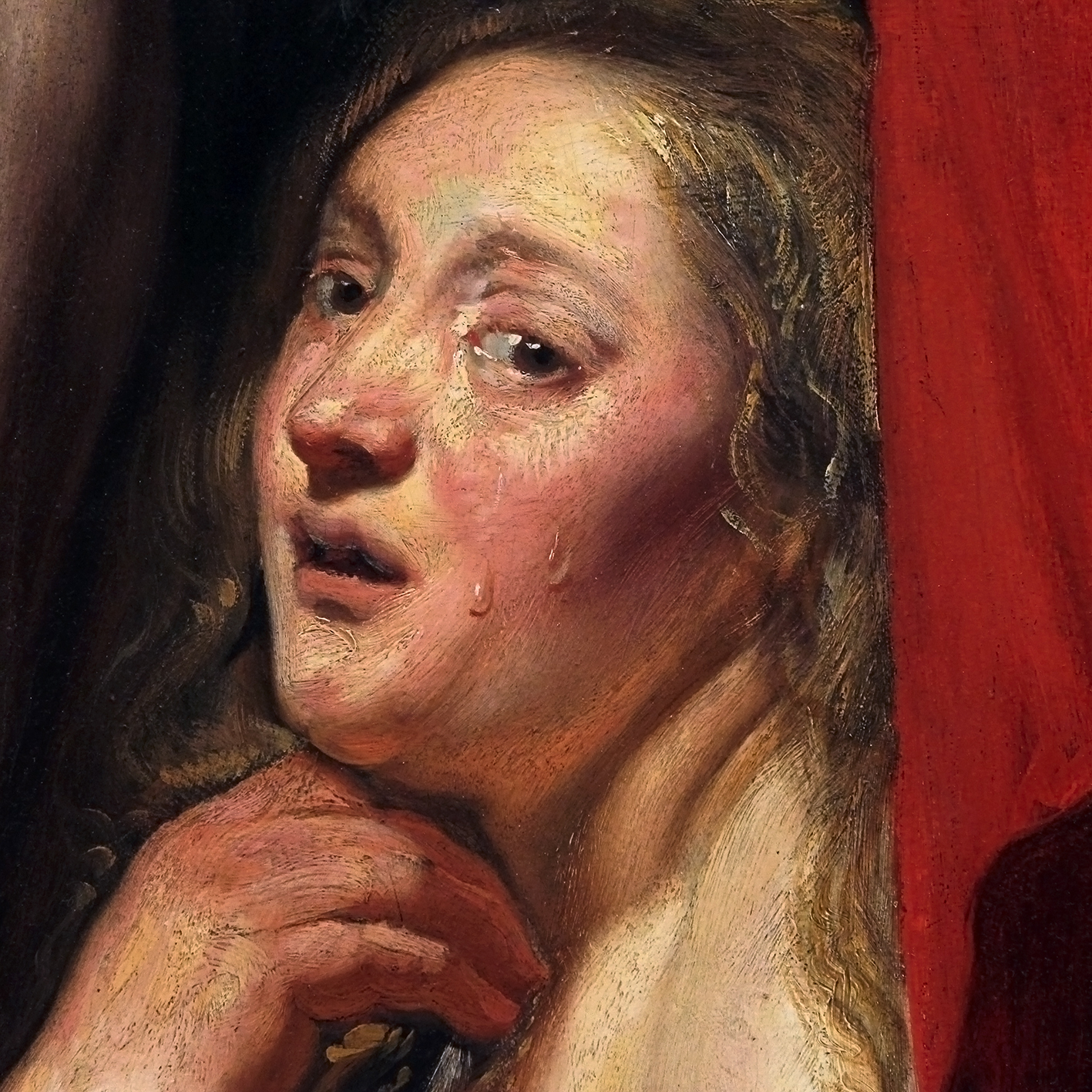
Une femme à la peau blanche.

Le terme de Blanc — ou race blanche — désigne de manière générique l'ensemble des groupes ethniques composés d'individus à la peau claire originaires d'Europe du Moyen-Orient et d'Afrique du nord. Cette classification des groupes humains selon un des critères apparents (racialisme) a été particulièrement courante en Europe à partir du XIXe siècle. Dans le langage courant, les personnes de type européen sont désignées comme des Blancs.
La peau des blancs n'est pourtant pas de couleur blanche ; mais, dans ce cas comme dans d'autres, le blanc s'oppose au noir, au jaune et même au rouge, pour désigner des catégories qui ne sont pas construites sur la couleur, qui n'est qu'une synecdoque.
Dans les sociétés coloniales européennes, un « petit blanc » est un homme d'origine européenne mais pauvre ou de condition modeste ; et un blanc honoraire est une personne qui ne présente pas les caractères physiques et ethniques d'un européen, mais qui en a les prérogatives.

### Aliments
- Le vin blanc est, du point de vue de sa couleur, de diverses nuances de jaune. Le vin blanc s'oppose au vin rouge : un vin de couleur claire qui comporte encore un peu de rouge est dit rosé ;
- Beurre blanc, couleur crème, recette de beurre cuit sans être le beurre noir ;
- Bière blanche, d'un jaune plus pâle que la bière blonde, jaune orangé, qui s'oppose à la bière brune ;
- Boudin blanc, en fait beige, s'oppose à boudin noir, que désigne aussi boudin tout court ;
- Chocolat blanc, de couleur crème, s'oppose à chocolat, marron, comme d'ailleurs chocolat noir, brun foncé, mais pas noir ;
- le Haricot blanc, beige ou vert pâle, s'oppose au haricot vert ;
- le Jambon blanc, rose en fait, s'oppose au Jambon cru ou fumé, rouge sombre ;
- le raisin blanc, jaune ou vert clair en fait, s'oppose au raisin rouge ;
- Pain blanc, beige clair, s'oppose à pain noir ou pain complet ;
- Viande blanche s'oppose à viande rouge.

### Sciences naturelles
- L'éléphant blanc, rhinocéros blanc, la baleine blanche, le loup blanc ne le sont que par comparaison à la couleur ordinaire de leurs congénères.
- De nombreuses espèces végétales, dont la feuille est d'un vert plus clair que les autres du même genre, sont dites « blanc(he) », comme Bouillon-blanc, Peuplier blanc, Sapin blanc, Saule blanc…

### Textiles
Dans le commerce des tissus, le blanc est l'ensemble des tissus à l'origine traités pour perdre leur couleur brute (écrue, beige, grège), comprenant les draps de lit, serviettes de bain, nappes, voilages. Le blanc s'oppose aux tissus teints, destinés à l'habillement ou à l'ameublement.
À l'époque moderne, rien n'empêche le blanc, dans ce sens particulier, d'être décoré en couleurs, teint ou imprimé.

### Vierge
Un blanc dans un texte s'oppose à toute partie écrite (quelle que soit la couleur du support). Un chèque en blanc est signé, mais laisse la personne qui le reçoit mettre le montant ; de même qu'un blanc-seing est, figurativement, un ordre en blanc signé du sceau de l'autorité, sans texte, de sorte que l'agent qui le reçoit se trouve investi de tous les pouvoirs de l'autorité, approuvé dans tout ce qui lui semblera utile d'y mettre. « Avoir carte blanche », a exactement la même signification ; l'autorité donne à une personne une lettre d'ordres en blanc, sans instructions.
Un vote blanc n'indique aucun vœu, aucune préférence.
Une pièce en vers blancs respecte la métrique sans rimes.
Une balle à blanc, un examen blanc, un mariage blanc n'ont en principe aucune conséquence dans leurs domaines respectifs d'action.

### Incolore
Blanc s'applique aussi à des substances transparentes incolores : verre blanc, diamant blanc.

## Symbolique

### Occident

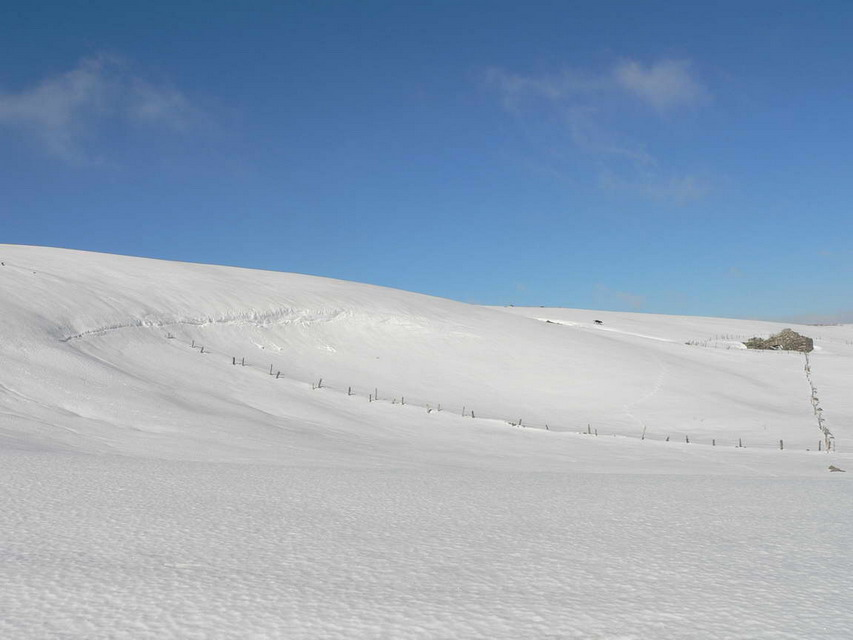
La neige : symbole de pureté.

Le latin dispose deux termes distincts pour signifier le blanc : albus (le blanc mat, qui a donné en français « albâtre » et « albumine ») et candidus (le brillant, que l'on retrouve dans « candidat », celui qui met une robe blanche éclatante pour se présenter au suffrage des électeurs). Cette binarité lexicale existe aussi dans l'ancien haut allemand qui distingue wiz (blanc mat que l'on retrouve dans le white anglais) de blank (blanc brillant, proche du noir brillant que l'on retrouve dans le black anglais).
Dans la symbolique des couleurs, le domaine de chacune d'entre elles se définit aussi bien par ce qu'elle n'est pas. Le blanc, d'un point de vue positif, est lumière ; mais « la lumière n'existe que par le feu dont le symbole est le rouge ». Opposé aux ténèbres maléfiques, le blanc désigne le bien ; mais opposé à la séduction des couleurs et au rouge du sang vital, il désigne l'absence et la pâleur de la mort.
Dans le système chromatique ternaire (trois pôles blanc-rouge-noir) de l'Antiquité orientale, biblique et gréco-romaine, puis du haut Moyen Âge, le pôle blanc représente l'incolore (couleur ne contenant pas de pigments), le noir le sale, et le rouge est la couleur, la seule digne de ce nom. Le blanc s'oppose ainsi à l'arc noir-rouge comprenant la suie, l'excrément, le sang, et peut ainsi signifier l'exemption de toutes les catégories de souillure physique ou morale ; ainsi en fait-on le signe de la pureté et de l'innocence, de la chasteté et de la virginité féminines.
Georges Dumézil, constatant que cette symbolique se trouve dans toutes les cultures de l'Inde à l'Europe, interprète le blanc comme l'emblème de la première fonction, du magique et du religieux, dans l'idéologie indo-européenne de la trifonctionnalité.
Opposé au rouge du sang versé, le drapeau blanc signale un renoncement au combat, définitif par la reddition ou temporaire par la trêve. Le porteur du drapeau blanc indique qu'il souhaite parlementer.
Les symboles ont la particularité de pouvoir désigner à la fois une chose et, subrepticement, son contraire. La symbolique des couleurs n'échappe pas à cette règle, et celle du blanc est ainsi ambigüe ; notamment parce que la couleur apparaît comme une qualité superficielle. Ainsi, le blanchiment de l'argent ne change-t-il pas la qualité fondamentalement criminelle de son origine (PRV1).
Le blanc est ainsi associé, par son exclusion des couleurs, à la perte : la vieillesse (cheveux blancs) et la mort (linceul, os), mais aussi l'angoisse devant la fameuse « feuille blanche » des étudiants lors des examens, ou de l'écrivain lorsqu'il commence son œuvre. La pâleur de la peau ne marque pas que la mort ; c'est aussi le signe du froid et de la terreur :

« C'est cette qualité insaisissable qui, dès lors que la pensée de la blancheur est dissociée du monde des significations plaisantes et rattachée à un objet terrible par lui-même, porte cette terreur à sa plus extrême intensité. Voyez l'ours blanc des pôles et le requin blanc des tropiques ; d'où vient l'horreur transcendant qu'ils inspirent, sinon de la lisse et floconneuse blancheur de leur robe ? La blancheur sinistre - voilà ce qui donne à leur muette avidité un si repoussant caractère de douceur, qui révulse, d'ailleurs, plus qu'il ne terrifie. Pareillement, le tigre aux crocs cruels et au pelage armorié n'ébranle pas autant le courage que l'ours ou le requin enlinceulés de blanc. »

— Herman Melville, Moby Dick (1851), chapitre 42 « De la blancheur de la baleine ».

#### Dans l'art
« Le blanc agit sur notre âme comme un silence, un rien avant tout commencement. »

— Vassily Kandinsky
À la Renaissance, la sculpture abandonne la couleur et ne s'exprime plus, désormais, que dans le volume blanc du marbre, à l'imitation des statues antiques retrouvées enfouies, dont la peinture a depuis longtemps disparu.
Carré blanc sur fond blanc est une peinture suprématiste de Kasimir Malevitch créée en 1917-1918.
Depuis 1998, Olivier Mérijon travaille essentiellement les textures de peinture blanches dans ses toiles intitulées « Whites ».

#### En littérature
Daniel Leuwers évoque « le blanc en littérature» , notamment chez Honoré de Balzac lors des rencontres de Saché (où se trouve le Musée Balzac) en 2005 et dans son livre éponyme en 2006 : Le blanc en littérature, étude, Samuel Tastet éditeur.

### Chine

Le Yin et le Yang.

Dans la symbolique asiatique, le blanc est associé à la mort, au deuil. La mort étant le passage obligé vers un nouveau monde, elle est considérée comme une renaissance, dont le blanc évoque la pureté.
La transformation perpétuelle du blanc en noir et du noir en blanc, comme du jour en nuit et de la nuit en jour, constitue la base de la dualité Yin-Yang. Le blanc est des cinq couleurs fondamentales du Wuxing, associée, dans les commentaires écrits au fil des siècles, à la phase du métal, à la vertu de droiture et dévouement au bien public, à la direction de l'ouest, à l'automne.

### Mongolie
En Mongolie, pendant le Tsagaan Sar, le « mois blanc » on mange blanc. Dans tous les foyers un autel est confectionné à base de pain rassis, de gâteaux secs, de morceaux de sucre et de fromage séché, dans lequel on picore.

### Afrique
Comme dans la symbolique asiatique, le blanc est associé à la mort, au deuil.
Cependant, dans l'Égypte antique, le blanc était associé à la joie et au faste: il rappelle la couleur de l'aurore, la lumière qui triomphe de l'obscurité. Elle représente également l'argent dont les os des dieux sont faits. Le blanc est utilisé pour le hedjet dans la couronne des pharaons appelée skhemty pour représenter l'ancien royaume du sud (Haute-Égypte), associée au dieu Seth ; en opposition au rouge qui représente l'ancien royaume du nord (Basse-Égypte), associée au dieu Hor (Horus).
En fait, le verbe « hédji » tiré du mot « hedj » (blanc), veut dire « être blanc » mais aussi « détruire, être un peu simplet, anéantir, tuer, abattre, périr, renverser, désobéir, annuler, endommager » d’après les textes égyptiens mêmes  « hedji » va dans le sens du désordre (c’est-à-dire Iséfèt en Égypte) et de Seth, le dieu roux à peau claire, assassin d’Osiris dans la ville de Nédit.
En Afrique de l'Ouest, le blanc est une des trois couleurs fondamentales avec le rouge et le noir. En Yoruba, le blanc (Funfun), s'associe à la vieillesse et à l'enfance, et à l'orisha Oxalá, qui est passé, sous ses aspects Oxaguian et Oxalufan, dans le vaudou et le candomblé brésilien.

## Usage

### Politique
En France, le drapeau national est blanc, couleur du roi, jusqu'à ce que la Révolution française adopte le tricolore. Jusqu'au XXe siècle, le blanc est la couleur des monarchistes.
En Belgique, la Marche blanche est un mouvement de protestation qui s'est développé à la suite de l'affaire Dutroux en 1996, affaire criminelle dont le principal protagoniste était accusé de viols et de meurtres sur des enfants et jeunes adolescentes. Depuis, l'expression désigne une manifestation sans pancartes ni slogans, en réaction à un évènement dramatique.
En Uruguay, le parti blanc est le parti national, conservateur, opposé au parti coloré, libéral.

### Codes de couleur
- Dans le code de couleurs des résistances électriques et des condensateurs, la couleur blanche correspond au chiffre 9 et à un coefficient de température de 1 ppm.
- En héraldique, argent désigne la couleur blanche.
- Sur les tuyauteries de conduite de fluides en France, le marquage par anneaux blanc et noir indique l'air respirable ; le marquage par anneau blanc sur fond marron indique une huile minérale particulièrement inflammable ; sur violet pâle, un acide[34].